# Monte Licancabur
Il Licancabur (5.920 m) è un vulcano del Sud America situato al confine tra Cile e Bolivia.
Posto in prossimità della Laguna Verde, tra i vulcani Juriques e Sairecabur, la sua ultima eruzione avvenne nell'Olocene. Il suo cratere contiene un lago.
Il vulcano domina la regione del Salar de Atacama, e nelle sue immediate vicinanze è posto il centro turistico cileno di San Pedro de Atacama.
La prima ascesa al vulcano avvenne nel 1884 ad opera di Severo Titichoca.